# Otoniel Gonzaga (Sänger)
Otoniel Gonzaga (* 31. Juli 1942; † 13. Januar 2018 in Wien) war ein US-amerikanischer Opernsänger (Tenor).

## Leben

### Herkunft und Ausbildung
Gonzaga war philippinischer Herkunft. Seine Mutter Anita Gonzaga war Mezzosopranistin und trat als Konzertsängerin auf. Sein Vater Eduardo Gonzaga war Mediziner, der auf Augenheilkunde spezialisiert war. An der Central Philippine University studierte Otoniel Gonzaga zuerst Medizin bis zum Vordiplom. 1963 zog die Familie Gonzaga in die Vereinigten Staaten. Gonzaga studierte dann Gesang am Curtis Institute of Music in Philadelphia bei Richard Lewis, Margaret Harshaw und John Lester. In seinem zweiten Studienjahr gewann er den ersten Preis des Marian Anderson-Gesangswettbewerbs (Marian Anderson Voice Competition). Seine Bühnenkarriere hatte ihre Anfänge 1967 in den Vereinigten Staaten, u. a. bei Studentenaufführungen am Curtis Institute of Music. Seine Bühnenlaufbahn in Europa umfasste mehrere Festengagements und zahlreiche Gastverträge. Seine Karriere in Europa begann beim Internationalen Musikwettbewerb der ARD in München, wo er den dritten Platz belegte.

### Engagements
1973 debütierte er am Stadttheater Trier, an das er nach seinem Gewinn engagiert  wurde, und dem er bis 1977 als festes Ensemblemitglied angehörte. Es folgten Verpflichtungen am Stadttheater Augsburg (1977–1979), am Opernhaus Frankfurt (1979–1988) und an der Oper Köln (Spielzeit 1988/89). Feste Gastspielverträge ging er u. a. mit der Staatsoper Stuttgart (1979–1981), dem Staatstheater am Gärtnerplatz in München (1980–1984) und mit der Volksoper Wien ein, an der er seit dem Jahr 1984 regelmäßig mit Partien aus Oper und Operette zu hören war.
An der Wiener Volksoper debütierte er im November 1984 als Rosillon in der Lehár-Operette Die lustige Witwe. Weitere Rollen waren dort u. a. die Titelpartie in Hoffmanns Erzählungen (1987–1993, in insg. 17 Aufführungen), Rodolfo in La Bohème (Spielzeit 1995/96, in insg. 8 Aufführungen), Luigi in Der Mantel (1986–1994, in insg. 12 Aufführungen) und Bárinkay in Der Zigeunerbaron (1987–2000, in insg. 22 Aufführungen). Als seine wichtigste Partie an der Wiener Volksoper galt der Prinz Sou Chong in der Lehár-Operette Das Land des Lächelns, den er dort zwischen 1985 und 1999 in 80 Vorstellungen sang. An der Wiener Volksoper trat er außerdem als  Tamino und 1. Geharnischter (Die Zauberflöte) und Kaiser Altoum (Turandot) auf. Im November 2014 nahm Gonzaga als Altoum auch seinen Abschied von der Bühne der Wiener Volksoper.

### Gastspiele
Weitere Gastengagements hatte Gonzaga am Gran Teatre del Liceu (1975), am Staatstheater Wiesbaden (1984, als Froh in Das Rheingold), an der Oper Frankfurt (Spielzeit 1985/86, als Froh in Ruth Berghaus’ Ring-Inszenierung), am Stadttheater Bern (1985/86, als Titelheld in Faust), am Staatstheater Saarbrücken (1986, als Manrico in Il trovatore), am Opernhaus Nürnberg (Februar 1988, als Herzog in Rigoletto), am Theater Basel (1990, als Dimitri in Boris Godunow) und am Opernhaus in Bergen (1993, als Kalaf in Turandot).
Er sang als Gast außerdem an den Opernhäusern von Berlin, Düsseldorf, Hamburg, Hannover, Graz (als Florestan in Fidelio), Antwerpen, Genua (1986), Madrid, Zürich und Glasgow. 1992 gastierte er bei den Operettenfestspielen Mörbisch als Bárinkay. 1993 gastierte er am Opernhaus von Frankfurt am Main als Riccardo in Un ballo in maschera.
In den USA trat er in Boston, Cincinnati (1990 als Edgardo in Lucia di Lammermoor,  1994 als Manrico), Cleveland, Columbus, Miami (als Cavaradossi in Tosca), Milwaukee (1997 als Alfredo in La Traviata) und Philadelphia auf. Sein Debüt an der New York City Opera gab er als Foresto in der Verdi-Oper Attila. An der San Francisco Opera debütierte er 2005 als Florestan.
An der Oper Prag war Gonzaga der erste Otello nach dem sog. „Fall des Eisernen Vorhangs“. 1995 sang er den Manrico in konzertanten Aufführungen mit dem Israel Philharmonic Orchestra in Tel Aviv, Jerusalem und Haifa. Im Juni 1995 sang er in Peking anlässlich der Feierlichkeiten zum 20-jährigen Bestehen der diplomatischen Beziehungen zwischen China und den Philippinen. 2002 gastierte er als Calaf in Anchorage, Alaska. Gonzaga war außerdem der erste und bisher einzige philippinische Tenor, der den Otello gesungen hat.

### Ehrungen und Privates
2001 erhielt er von der Central Philippine University die Ehrendoktorwürde. Außerdem wurde er auf den Philippinen mit dem Presidential Order of Merit for Outstanding Achievement in the Field of Music ausgezeichnet.
Gonzaga ließ sich nach Beendigung seiner offiziellen Bühnenlaufbahn dauerhaft in Wien nieder. Gelegentlich trat er auch noch bei Liederabenden und Konzerten auf, u. a. 2012 im Bezirksmuseum Hietzing. Gonzaga starb im Januar 2018 im Alter von 75 Jahren in Wien.

## Repertoire
Gonzagas Repertoire umfasste etwa 70 große Opernpartien und zahlreiche Operettenrollen der sog. „Goldenen“ und „Silbernen“ Operetten-Ära. Zu Beginn seiner Karriere sang er das lyrische Tenor-Fach mit Partien wie Tamino, Ferrando in Così fan tutte, Graf Almaviva in Der Barbier von Sevilla und die Titelrolle in Faust. Später nahm er die jugendlich-dramatischen Tenor-Rollen in den Opern von Verdi und Puccini (Riccardo, Manrico, Cavaradossi, Luigi) in sein Repertoire auf. Zu seinen besonderen Glanzrollen gehörte außerdem der Don José in Carmen. In mehreren Inszenierungen übernahm er die Heldentenor-Partie des Otello; so gastierte er in dieser Rolle in Deutschland, u. a. am Theater Aachen (Spielzeit 1989/90, in einer Inszenierung von Roland Velte) und am Theater Bielefeld (2001).
Zu seinen Operetten-Partien gehörten insbesondere der Prinz Sou-Chong, den er in über 30 verschiedenen Inszenierungen in mehr als 500 Vorstellungen gesungen hat. Er trat in der Operette außerdem als Camille de Rosillon, Bárinkay, Symon (Der Bettelstudent) und als Titelheld in der Lehár-Operette Paganini auf.